# Base Maitri
La Base Maitri es la segunda base antártica permanente (operativa durante todo el año) construida por India. Se ubica en una región de montañas rocosas llamada Oasis Schirmacher, en la Costa de la Princesa Astrid, en Tierra de la Reina Maud. Está dentro del sector reclamado por Noruega, Antártida Oriental.
Sus coordenadas geográficas son 70°45.95′S 11°44.15′E / -70.76583, 11.73583, a una altitud de 130 m. Su código de las Naciones Unidas es AQ-MTR
Este establecimiento fue inaugurado en 1989 y cuenta con todo el equipamiento moderno para llevar a cabo investigaciones en varias disciplinas como la biología, ciencias de la Tierra, glaciología, ciencias atmosféricas, meteorología, ingeniería de regiones frías, comunicaciones, fisiología humana y medicina. 
Tiene capacidad para acoger a 25 personas en invierno y un máximo de 65 en verano. El agua potable se obtiene desde el lago de agua dulce Priyadarshini, que se encuentra frente a Maitri.